# Royal Order of Scotland
Royal Order of Scotland är ett internationellt ordenssällskap för kristna frimurare. Ordenssällskapet är reguljärt.[källa behövs]

## Organisation
Storlogen för Royal Order of Scotland finns i Edinburgh i Skottland. Under den finns 85 provinsialstorloger på flera platser i Storbritannien samt i ett flertal länder i världen. Orden ser Skottlands kung som sin ärftlige stormästare. Under de tider då det inte finns en skotsk kung är Deputy Grand Master and Governor orden högsta ledare. 

## Historia
Orden har existerat åtminstone sedan 1741, varifrån det finns dokument bevarade i storlogens arkiv som visar på ordens aktiviteter i London. Ett patentbrev från 1750  gav tillstånd till att arbete i ordens grader kunde ske i Haag i Nederländerna. Innehavaren av patentbrevet William Mitchell flyttade cirka 1752-1753 till Edinburgh i Skottland och använde patentbrevet för att där starta en provinsstorloge. Denna loge omvandlades 1767 till storlogen för hela orden. Ordens verksamhet verkar ha sjunkit i aktivitet under början av 1800-talet men en förnyad aktivitet resulterade i att flera provinsialstorloger började etablerats från och med 1843.

## Verksamhet
Orden ger medlemmarna två grader:
- Heredom of Kilwinning
- Knight of the Rosy Cross

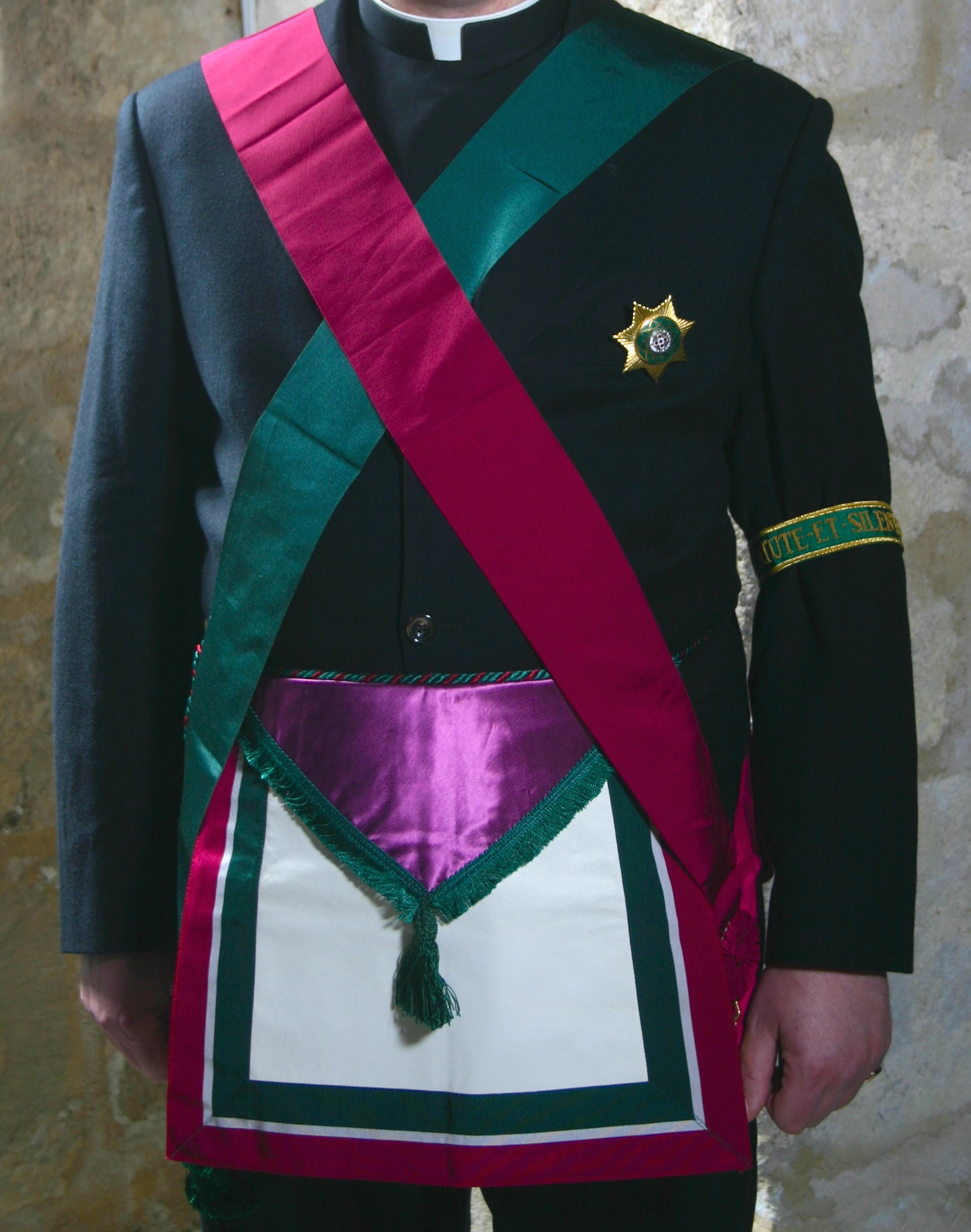
Ordensregalier.

Ordens legender daterar ursprunget mycket tidigare än vad de historiska dokumenten kan belägga. För graden Heredom of Kilwinning anges ursprunget till tiden för regentskapet för kung David I under 1100-talet och för graden Knight of the Rosy Cross anges ursprunget till 1314 strax efter slaget vid Bannockburn.

## Medlemskriterier
Medlemskriterierna varierar mellan olika provinser men kan typiskt vara att kandidaten:
- måste vara inbjuden av någon existerande medlem
- måste har haft 3:e graden (mästaregraden) i minst fem år
- bekänna sig till den trinitariska kristendomen.

## I Sverige
- 1852 bildades den första provinsialstorlogen i Sverige under namnet Provincial Grand Lodge of Sweden and Norway. Logen fanns i Stockholm och leddes av kronprinsen Hertig Karl (sedermera kung Karl XV) men verksamheten upphörde efter några år på grund av tidsbrist hos hertigen.
- 2000 återinvigdes provinsialstorlogen i Stockholm, dock med än ändring i namnet till; Provincial Grand Lodge of Sweden. Detta då Norge inte längre är en del av riket.
- 2002 invigdes ytterligare en provinsialstorloge i Kristianstad. Provincial Grand Lodge of Scania.
- 2016 invigdes ytterligare en provinsialstorloge i Linköping. Provincial Grand Lodge of Ostrogothia.

För medlemmar i Svenska Frimurare Orden krävs att de har den VIII:e graden. Antalet medlemmar är begränsat och det finns ingen besöksrätt för icke-medlemmar.